# New Orleans Saints
New Orleans Saints är ett professionellt lag i den amerikanska National Football League (NFL). Laget kommer ifrån New Orleans, Louisiana. Saints spelar för närvarande i konferensen National Football Conference (NFC) och där är de placerade i divisionen NFC South tillsammans med Carolina Panthers, Tampa Bay Buccaneers och Atlanta Falcons.

## Historia

### Etablering
Laget grundades av John W. Mecom Jr., David Dixon och staden New Orleans i november 1966. Saints Började spela sina hemmamatcher på Tulane Stadium år 1967.

## Logotyp och Matchställ
Svart, tillsammans med gammalt guld och vitt, har alltid lagets färger, men det var inte det första valet av den ursprungliga majoritetsägaren John W. Mecom Jr. Hans önskan var att laget skulle klä sig i Mecom-blå, en medium nyans som användes av alla av sina övriga investeringar.
Lagets logotyp är en fleur-de-lis (en symbol för staden New Orleans och Frankrikes kungliga familj, som inkluderades av Bourbon House), medan deras matchställ består av guldhjälmar, guldbyxor och antingen svart eller vitt tröjor.

### Tävlingsdräkt
- Hemma: Svart tröja med guldtext, guldfärgade byxor med svarta revärer
- Borta: Vit tröja med svart text, guldfärgade byxor med svarta revärer
- Hjälm: Guldfärgad med en svart lilja på sidorna

## Hemmaarena
Saints spelar sina hemmamatcher i Caesars Superdome, som har en kapacitet av 73 208 åskådare. Arenan invigd 1975 och hette då Louisiana Superdome, men bytte sedan till sitt nuvarande namn 2011.
Efter Orkanen Katrina fick Saints stöd av de andra NFL-klubbarna. Bland annat så spelade man sina hemmamatcher på andra arenor säsongen 2005-2006. Man fick också hjälp med pengar och annat stöd.

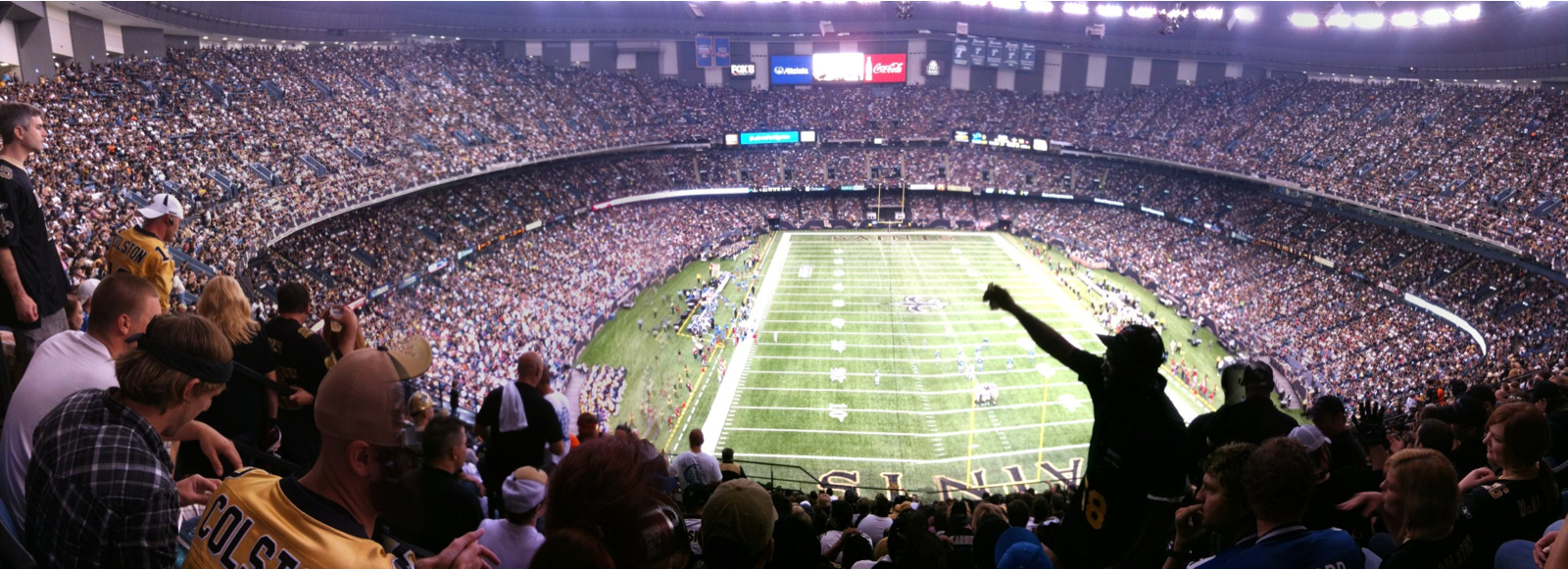
Panoramabild på 69 719 åskådare under en Saints-match mot Detroit Lions, 2009

## Pensionerade tröjnummer
| New Orleans Saints pensionerade tröjnummer |             |          |           |
| Nr                                         | Spelare     | Position | Aktiva år |
| 31                                         | Jim Taylor  | FB       | 1967      |
| 81                                         | Doug Atkins | DE       | 1967–1969 |